# حمحم مخزني
الحمحم المخزني أو لسان الثور 
أو البوراجو (الاسم العلمي: Borago officinalis) نوع نباتي ينتمي إلى جنس الحمحم إلى الفصيلة الحِمْحِمِيَّة، تشبه قصعين الحدائق، ولها غصون برية، مع أزهار زرقاء اللون، بطول 46 سم تقريبا، وتزهر في فصل الربيع.

## التأثيل
المصطلح الإنجليزي 《Borago》 مأخوذ من المصطلح العربي 《أبو عرق》.

## مكان وجودها

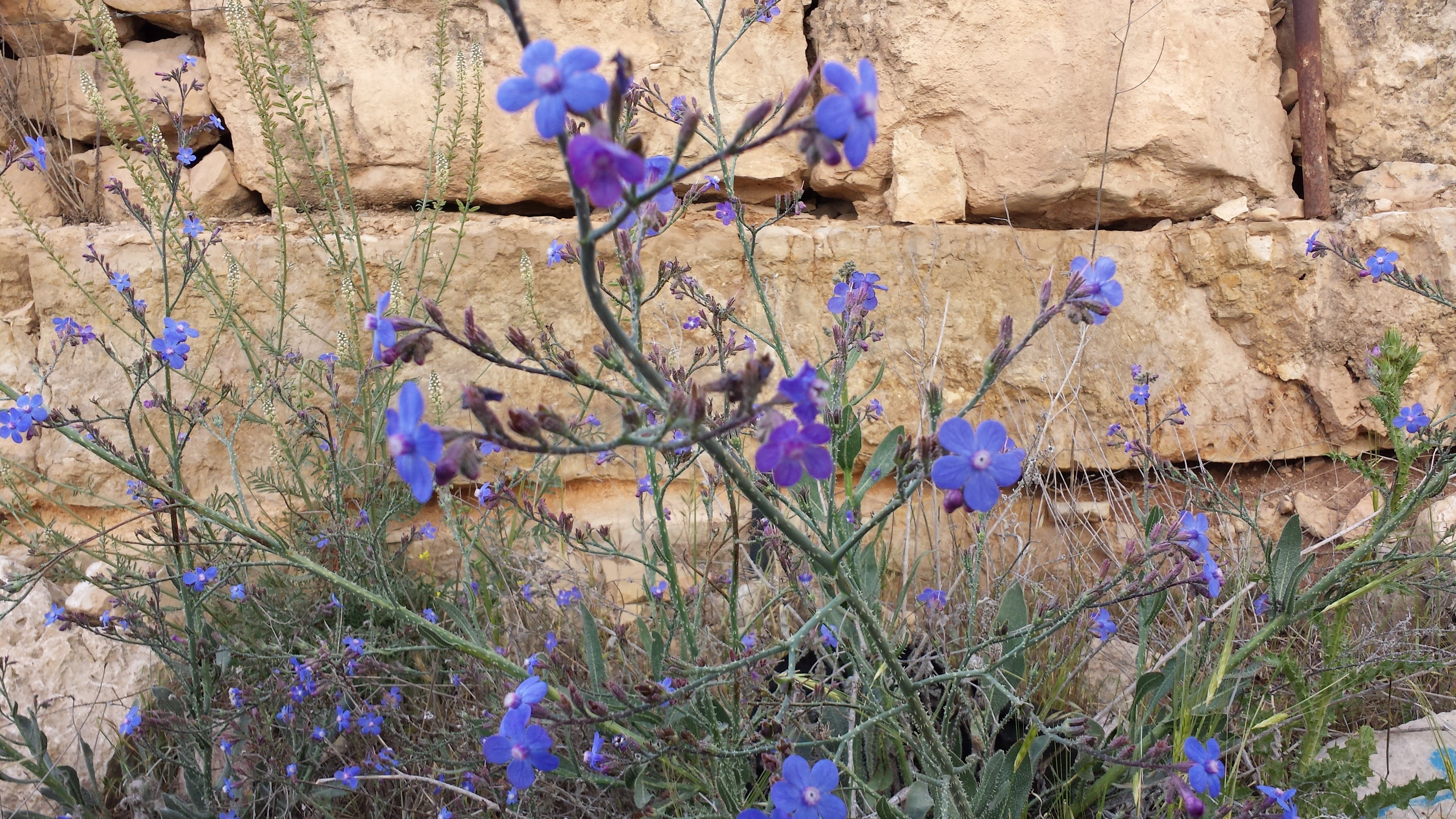
أزهار نبات الحمحم وهو من النباتات البرية في فلسطين.

النبتة تنبت في المراعي الجافة، وفي أراضي البور، وتنبت أيضا على حواف الطرقات ولا تتحمل درجات الحرارة العالية .

## فوائد النبتة
لهذه النبتة فوائد كثيرة، فهذه النبتة تشفي من أمراض العيون، فالناس المصابين بضعف النظر يضعون بذرة منها في عينهم، ولا يزيلونها حتى تقع بمفردها، وهذا يزيد من قوة النظر. وأيضا يدفئ مستخلص اوراقها المعدة، ويساعد في عملية الهضم، ويزيد من ميوعة الدم عند الناس المصابين بتصلب الشرايين.

## المعرض

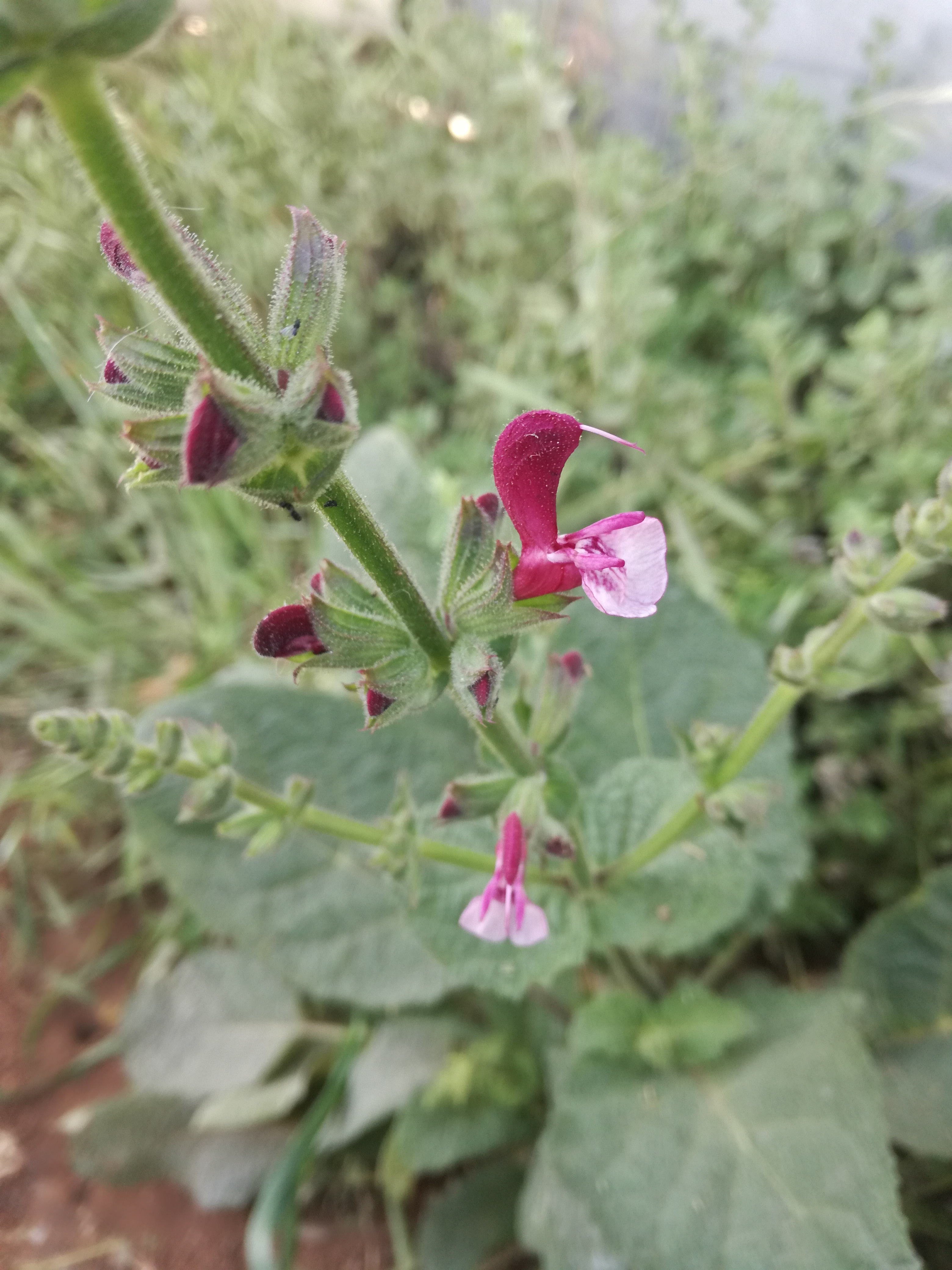
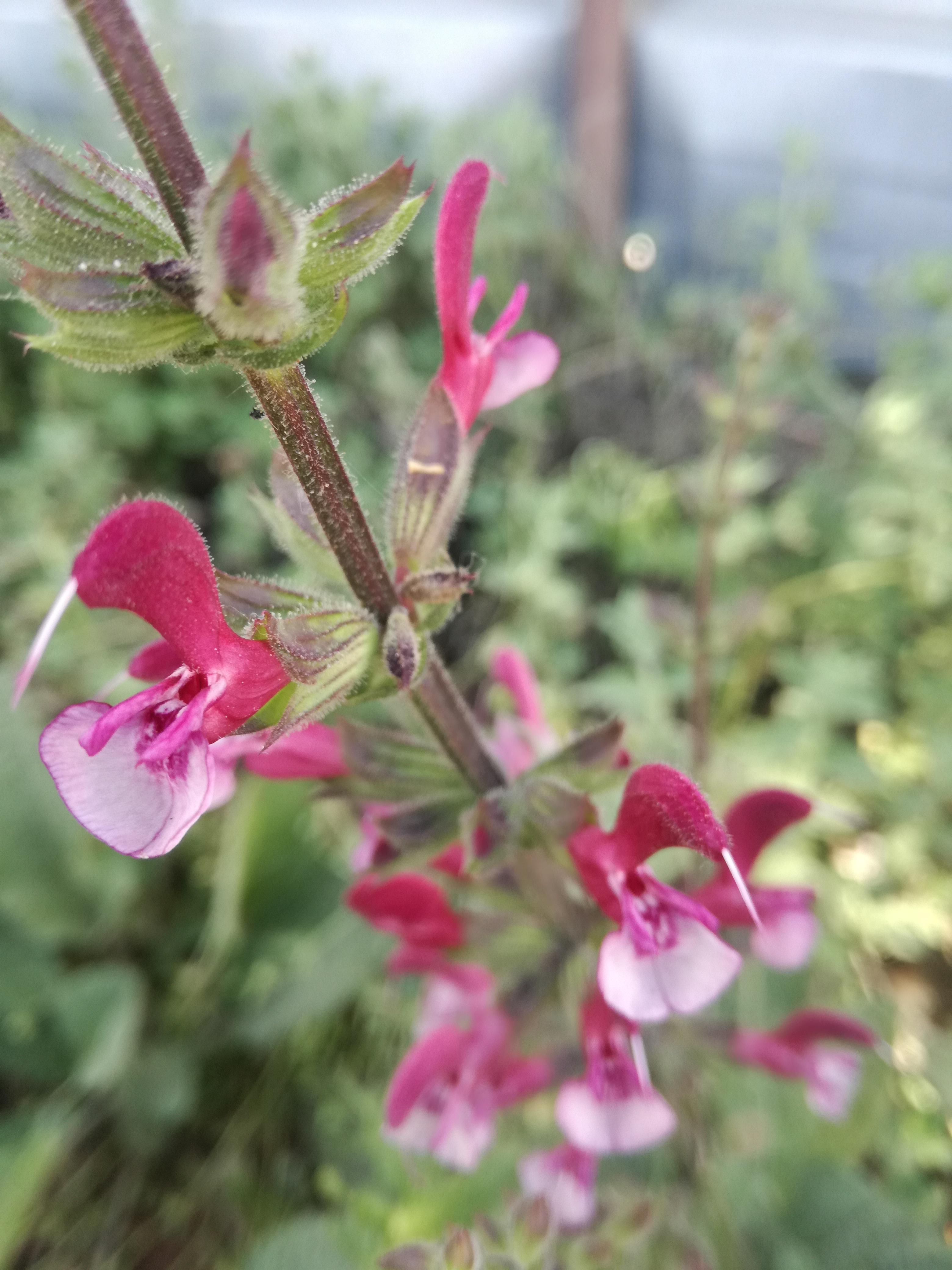